# Obiri Yeboa
Obiri Yeboa est le Kwaamanhene (chef de Kwaaman) et l'occupant du dwa Oyoko,. Il règne de 1660 à 1680,. Il est remplacé par son neveu Osei Tutu en tant que chef de l'État de Kwaman, connu plus tard sous le nom d'État de Kumasi.

## Biographie
Yeboa est un commerçant de profession avant de monter sur le trône. Il est un grand voyageur et vivait à Damanten à Akyem Kotoku. Il a épousé la sœur du Damantehene, nommée Nana Nyarko. Le chef de Damante s'appelait Nkatia Brempong. Il est venu rejoindre sa sœur et son beau-frère pour vivre à Kwaman (Kumasi) et il les a aidés à gouverner. Ils ont donné naissance à Sabin Panin et Bemraafi.
Oti Akenten, son frère, est le fondateur de Kwaman. Cela permet à la migration du clan Oyoko de s'y installer de 1650 à 1660. Obiri Yeboah lui succède en tant que Kwamanhene (chef de Kwaman) vers 1660 et concentre la majorité des clans Oyoko ayant migré depuis Asantemanso. L'installation du clan se fait probablement pacifiquement et Obiri Yeboa se trouve au coeur de nombreuses alliances avec les micro-États de Tafo, Kaase et Amakum.
L'une des premières décisions d'Obiri Yeboah est d'intégrer le village d'Asokore Mampon au sein de l'État de Kwaaman et de sa coalition naissante. Il entreprend alors des conquêtes afin d'étendre son influence. Il fait de Kumasi la capitale de la confédération qu'il met en place.

### Guerre contre les Guan
Qualifié d'Empire Guan par Kwabena Ameyaw, historien ghanéen ayant collecté les traditions orales, Obiri Yeboa participe à la guerre contre les Guan. Selon la tradition, ce conflit de longue durée est la conséquence du règne tyrannique du dernier roi Guan Ataala Fiam. Le véritable enjeu du conflit semble de préserver les routes commerciales vers les côtes. La guerre oppose de nombreux États Akans dont la confédération portée par Oti Atenken, puis son successeur Obiri Yeboah. Gérard Pescheux estime que le début du conflit se situe entre 1630 et 1640 et s'achève lorsqu'Obiri Yeboah est sur le trône de Kwaaman, soit après 1660.

### Guerre de Domaa et mort
Le conflit qui oppose mes Domaa au clan Oyoko remonte à la guerre civile d'Asantemanso. Depuis la migrations, les Domaa sont installés à Suntreso, à proximité immédiate de l'État de Kwaaman et le conflit se poursuit de façon sourde car les rivalités sont d'abord le fruit des intérêts commerciaux. Terray indique que « les Asante (Ashantis de Kwaaman)  s'embusquaient le long du chemin, leur jetaient du piment dans les yeux et s'emparaient de leurs biens [en parlant de marchands Domaa] ». Un affrontement plus généralisé succède progressivement avec pour enjeu la suprématie d'un groupe sur l'autre et la main mise sur les richesses de la région.
Les hostilités sont d'abord favorables aux Domaa, cependant Obiri Yeboa profite des relations et alliances qui découlent du précédent conflit pour fédérer plusieurs chefferies à l'encontre des Domaa. Il reçoit même l'accord du Denkyirahene (roi de Denkyira) Boamponsem pour mener cette guerre. Les alliés d'Obiri yeboah sont : Agyin Frimpon, chef de Nsuta, Yamoa, chef de clan Asenie, et le Kumawuhene (chef de Kumawu) Kobina Kodia. Les forces Domaa sont menées par Dei Kusi, probablement le fils du Domaahene (chef Domaa) Yeboah Afari.
Selon la tradition orale, Obiri fait surveiller l'endroit où le chef Dormaa vit. Cependant, après une attaque surprise, Obiri Yeboh est vaincu et tué au combat,. Si les détails divergent selon les versions, tous confirment que les forces d'Obiri Yeboa subissent une lourde défaite et qu'il est abattu et décapité par Dei Kusi. Son successeur, Osei Tutu Ier, continuera le conflit contre les Domaa et les vaincra.